# Melita Norwood
Melita Stedman Norwood (nome in codice Hola ; Bournemouth, 25 marzo 1912 – Wolverhampton, 2 giugno 2005) è stata un'agente segreta britannica.
Fornì al KGB, nel periodo 1937-1972, segreti nucleari a cui aveva accesso grazie al suo impiego presso la British Non-Ferrous Metals Research Association. È stata considerata "la più importante agente donna mai reclutata dall'URSS".

## Biografia
Melita Norwood nacque da padre lettone, Alexander Sirnis, e madre inglese, Gertrude Stedman, a Pokesdown, nel Dorset. Entrambi i genitori furono attivi nei circoli socialisti. Nel 1935 sposò Hilary Norwood (1910–1986), insegnante di famiglia russa e convinto comunista. Fervente comunista ella stessa, non ha apparentemente ottenuto profitto materiale dalle proprie azioni di spionaggio. Quando fu interrogata sui moventi delle proprie azioni, spiegò: "Feci quel che feci, non per soldi, ma per aiutare a prevenire la disfatta di un nuovo sistema che aveva dato, ad un costo elevato, cibo e cure a gente che non se li poteva permettere, una buona educazione e un servizio sanitario".
Le sue attività spionistiche furono rese pubbliche per la prima volta da Vasili Mitrokhin nel 1999. A quell'epoca si sostenne che le autorità britanniche avevano appreso del suo status solo a partire dalla diserzione dello stesso Mitrokhin, avvenuta nel 1992, sebbene fosse ben noto il fatto che Melita fosse una simpatizzante comunista, ma era stato deciso di non agire per evitare di essere scoperti. Tuttavia la Norwood non è stata mai perseguita dalla giustizia per ciò che ha fatto.